# Guo Hanyu
Guo Hanyu (郭涵煜T, Guō HányùP) (Zhengzhou, 18 maggio 1998) è una tennista cinese.

## Carriera
Guo Hanyu ha vinto 6 titoli in singolare e 12 titoli in doppio nel circuito ITF in carriera. In singolare ha raggiunto la 278ª posizione mondiale il 23 ottobre 2017, mentre in doppio la 67ª posizione mondiale il 4 dicembre 2023.
Ha fatto il suo debutto nel circuito maggiore al WTA International del Tianjin Open 2017, dove è riuscita a superare le qualificazioni sconfiggendo la testa di serie numero 9 Dalila Jakupovič e la testa di serie numero 5 Nina Stojanović. Nel suo primo tabellone principale, viene eliminata dalla terza testa di serie e connazionale Peng Shuai in due set. Le va meglio in doppio, dove in coppia con la connazionale Ye Qiuyu raggiungono le semifinali, dove vengono sconfitte da Jakupovič e Stojanović che aveva sconfitto nelle qualificazioni.
Guo ha conquistato il primo titolo in carriera al Guangzhou Open 2023 nel doppio insieme alla connazionale Jiang Xinyu, superando nell'ultimo atto la coppia giapponese e seconde del seeding Eri Hozumi e Makoto Ninomiya.
2025 
Partecipa sia in singolo che in doppio a Brisbane,  perde al secondo turno di qualificazioni in singolo e al primo turno in doppio con Panova. Ad Adelaide le due si fanno strada estromettendo le teste di serie numero 4 e 2 fino a raggiungere la finale e conquistare il titolo contro la coppia Siegmund/Haddad Maia (7-5, 6-4). Continua la loro striscia positiva che le consente di raggiungere il terzo turno a Melbourne. 
Torna in campo a maggio, cambiando però compagna, raggiunge la finale al wta 500 di Strasburgo contro Stefanini/Babos in tre set. 
Allo slam Parigino esce al primo turno in doppio in coppia con la giapponese Shibahara. 
La coppia Guo/Panova torna a competere al 500 di Bad Hamburg dove conquista il titolo battendo in finale in tre set Perez/Kochenok. Giocano insieme anche a Wimbledon dove però escono appena subito al secondo turno. 
Partecipa in singolo al Canadian Open dove nelle qualificazioni batte Buzarnescu, al primo turno si impone sulla kazaka Putintseva (6-3, 6-3), raggiunge quindi i trentaduesimi ma si arrende a Swiatek (6-3, 6-1). Partecipa anche in doppio con la compagna russa Panova, le due battono al secondo turno le teste di serie numero 5 Mertens/Kudermentova aggiudicandosi un posto nei quarti di finale, il duo Guo/Panova viene sconfitto in tre set dalla coppia Hsieh/Danilovic.  
Approda sul cemento di Cincinnati dove in singolo parte dalle qualificazioni battendo al primo turno la rumena Todoni (6-1, 6-0); perde poi contro la tedesca testa di serie numero 1 Laura Siegmund (2-6, 7-6⁵, 3-6). Partecipa in doppio con Panova, le quali approdano fino agli ottavi. Agli ottavi le due battono la coppia Schurrs/Muhammad testa di serie numero 5, approdano in finale e battono la coppia testa di serie numero 1 Errani/Paolini. 

## Statistiche WTA

### Doppio

#### Vittorie (5)
| Legenda              |
| -------------------- |
| Grande Slam (0)      |
| Ori Olimpici (0)     |
| WTA Finals (0)       |
| WTA Elite Trophy (0) |
| Dal 2021             |
| WTA 1000 (0)         |
| WTA 500 (3)          |
| WTA 250 (2)          |

| N. | Data              | Torneo                           | Superficie | Compagna          | Avversarie in finale                | Punteggio           |
| 1. | 23 settembre 2023 | Guangzhou Open, Guangzhou        | Cemento    | Jiang Xinyu       | Eri Hozumi Makoto Ninomiya          | 6-3, 7-6(4)         |
| 2. | 24 agosto 2024    | Monterrey Open, Monterrey        | Cemento    | Monica Niculescu  | Giuliana Olmos Aleksandra Panova    | 3-6, 6-3, [10-4]    |
| 3. | 3 novembre 2024   | Jiangxi Open, Jiujiang           | Cemento    | Moyuka Uchijima   | Katarzyna Piter Fanny Stollár       | 7–6(5), 7–5         |
| 4. | 10 gennaio 2025   | Adelaide International, Adelaide | Cemento    | Aleksandra Panova | Beatriz Haddad Maia Laura Siegemund | 7-5, 6-4            |
| 5. | 28 giugno 2025    | Bad Homburg Open, Bad Homburg    | Erba       | Aleksandra Panova | Ljudmyla Kičenok Ellen Perez        | 4-6, 7-6(4), [10-5] |

#### Sconfitte (5)
| Legenda              |
| -------------------- |
| Grande Slam (0)      |
| Argenti Olimpici (0) |
| WTA Finals (0)       |
| WTA Elite Trophy (0) |
| Dal 2021             |
| WTA 1000 (1)         |
| WTA 500 (1)          |
| WTA 250 (3)          |

| N. | Data              | Torneo                                   | Superficie  | Compagna                 | Avversarie in finale              | Punteggio           |
| 1. | 30 settembre 2023 | Ningbo Open, Ningbo                      | Cemento     | Jiang Xinyu              | Laura Siegemund Vera Zvonarëva    | 6-4, 3-6, [5-10]    |
| 2. | 13 gennaio 2024   | Hobart International, Hobart             | Cemento     | Jiang Xinyu              | Chan Hao-ching Giuliana Olmos     | 3-6, 3-6            |
| 3. | 4 febbraio 2024   | Thailand Open, Hua Hin                   | Cemento     | Jiang Xinyu              | Miyu Katō Aldila Sutjiadi         | 4-6, 6-1, [7-10]    |
| 4. | 24 maggio 2025    | Internationaux de Strasbourg, Strasburgo | Terra rossa | Nicole Melichar-Martinez | Tímea Babos Luisa Stefani         | 3-6, 7-6(4), [7-10] |
| 5. | 17 agosto 2025    | Cincinnati Open, Cincinnati              | Cemento     | Aleksandra Panova        | Gabriela Dabrowski Erin Routliffe | 4-6, 3-6            |

## Circuito WTA 125

### Doppio

#### Sconfitte (2)
| N. | Data              | Torneo               | Superficie  | Compagna  | Avversarie in finale              | Punteggio           |
| 1. | 10 settembre 2017 | Dalian Open, Dalian  | Cemento     | Ye Qiuyu  | Lu Jingjing You Xiaodi            | 6(2)-7, 6-4, [5-10] |
| 2. | 5 maggio 2018     | Kunming Open, Anning | Terra rossa | Sun Xuliu | Dalila Jakupović Irina Chromačëva | 1-6, 1-6            |

## Statistiche ITF

### Singolare

#### Vittorie (6)
| Torneo $100.000 (0) |
| Torneo $80.000 (0)  |
| Torneo $75.000 (0)  |
| Torneo $60.000 (0)  |
| Torneo $50.000 (0)  |
| Torneo $40.000 (1)  |
| Torneo $25.000 (3)  |
| Torneo $15.000 (1)  |
| Torneo $10.000 (1)  |

| N. | Data              | Torneo                                                 | Superficie | Avversaria in finale | Punteggio     |
| 1. | 8 ottobre 2016    | Thailand ITF Women's Pro Circuit, Distretto di Hua Hin | Cemento    | Karman Thandi        | 6-3, 6-3      |
| 2. | 2 giugno 2019     | Luzhou Open, Luzhou                                    | Cemento    | Xun Fangying         | 6-2, 6-1      |
| 3. | 26 febbraio 2023  | ITF World Tennis Tour Women Kuala Lumpur, Kuala Lumpur | Cemento    | Ayumi Koshiishi      | 6-4, 6-3      |
| 4. | 17 settembre 2023 | Guiyang Open, Guiyang                                  | Cemento    | Liu Fangzhou         | 7-5, 2-6, 6-4 |
| 5. | 27 ottobre 2024   | Qian Daohu Women's, Contea di Chun'an                  | Cemento    | Wang Meiling         | 6-2, 6-2      |
| 6. | 16 marzo 2025     | China Women's Shenzhen Guangming, Shenzhen             | Cemento    | You Xiaodi           | 6-4, 7-5      |

#### Sconfitte (7)
| Torneo $100.000 (0) |
| Torneo $80.000 (0)  |
| Torneo $75.000 (0)  |
| Torneo $60.000 (1)  |
| Torneo $50.000 (0)  |
| Torneo $40.000 (1)  |
| Torneo $25.000 (2)  |
| Torneo $15.000 (3)  |
| Torneo $10.000 (0)  |

| N. | Data              | Torneo                                            | Superficie      | Avversaria in finale    | Punteggio           |
| 1. | 4 settembre 2016  | Guiyang Tennis Open, Guiyang                      | Cemento (i)     | Sabina Sharipova        | 7-6(1), 6(0)-7, 4-7 |
| 2. | 26 febbraio 2017  | Nanjing Ladies Open, Nanchino                     | Cemento         | Cristiana Ferrando      | 0-6, 2-6            |
| 3. | 22 ottobre 2017   | Suzhou Ladies Open, Suzhou                        | Cemento         | Sara Errani             | 1-6, 0-6            |
| 4. | 3 marzo 2019      | GanJiang New Area ITF World Tennis Tour, Nanchino | Terra rossa (i) | Lu Jiaxi                | 6(4)-7, 3-6         |
| 5. | 5 marzo 2023      | ITF World Tennis Tour Women Kuching, Kuching      | Cemento         | Ayumi Koshiishi         | 7-5, 2-6, 1-6       |
| 6. | 22 settembre 2024 | Fuzhou Open, Fuzhou                               | Cemento         | Dar'ja Kudašova         | 1-6, 1-6            |
| 7. | 23 febbraio 2025  | HCi Burnie Tennis International, Burnie           | Cemento         | Tessah Andrianjafitrimo | 2-6, 3-6            |

### Doppio

#### Vittorie (12)
| Torneo $100.000 (2) |
| Torneo $80.000 (0)  |
| Torneo $75.000 (0)  |
| Torneo $60.000 (0)  |
| Torneo $50.000 (0)  |
| Torneo $40.000 (1)  |
| Torneo $25.000 (5)  |
| Torneo $15.000 (3)  |
| Torneo $10.000 (1)  |

| N.  | Data              | Torneo                                                   | Superficie      | Compagna       | Avversarie in finale                    | Punteggio           |
| 1.  | 25 giugno 2016    | ITF Women's Circuit Anning, Anning                       | Terra rossa     | Lu Jiaxi       | Sheng Yuqi Xin Yuan                     | 6-3, 6-4            |
| 2.  | 20 gennaio 2018   | USTA National Campus Pro Tennis Classic, Orlando         | Terra verde     | Hsu Ching-wen  | Ulrikke Eikeri Ilona Kramen'            | 6-3, 3-6, [12-10]   |
| 3.  | 2 marzo 2019      | GanJiang New Area ITF World Tennis Tour, Nanchang        | Terra rossa (i) | Zheng Wushuang | Ma Yexin Mei Yamaguchi                  | 6-0, 6-1            |
| 4.  | 8 giugno 2019     | FutianCup ITF Tournament, Shenzhen                       | Cemento         | Ye Qiuyu       | Chen Jiahui Wu Meixu                    | 1-6, 7–6(4), [11–9] |
| 5.  | 25 febbraio 2023  | ITF World Tennis Tour Women Kuala Lumpur, Kuala Lumpur   | Cemento         | Li Yu-yun      | Anchisa Chanta Ayaka Okuno              | 6-0, 2-6, [10-2]    |
| 6.  | 4 marzo 2023      | ITF World Tennis Tour Women Kuching, Kuching             | Cemento         | Li Yu-yun      | Feng Shuo Guo Meiqi                     | 6-2, 6-3            |
| 7.  | 1º aprile 2023    | Pelti International Tennis Championship, Giacarta        | Cemento         | Cody Wong      | Choi Ji-hee Park So-hyun                | 6-2, 7-6(6)         |
| 8.  | 3 giugno 2023     | ITF Changwon International Women's Tour Tennis, Changwon | Cemento         | Jiang Xinyu    | Cho I-hsuan Cho Yi-tsen                 | 7-6(4), 7-6(1)      |
| 9.  | 12 agosto 2023    | Kunming Open, Anning                                     | Terra rossa     | Jiang Xinyu    | Jibek Kulambaeva Lanlana Tararudee      | 6-2, 6-0            |
| 10. | 16 settembre 2023 | Guiyang Open, Guiyang                                    | Cemento         | Jiang Xinyu    | Cho I-hsuan Cho Yi-tsen                 | 7-5, 6-4            |
| 11. | 18 novembre 2023  | Takasaki Open, Takasaki                                  | Cemento         | Jiang Xinyu    | Momoko Kobori Ayano Shimizu             | 7-6(5), 5-7, [10-5] |
| 12. | 27 aprile 2025    | Ando Securities Open, Tokyo                              | Cemento         | Ena Shibahara  | Mananchaya Sawangkaew Lanlana Tararudee | 5-7, 7-6(1), [10-5] |

#### Sconfitte (12)
| Torneo $100.000 (0) |
| Torneo $80.000 (0)  |
| Torneo $75.000 (0)  |
| Torneo $60.000 (1)  |
| Torneo $50.000 (1)  |
| Torneo $40.000 (0)  |
| Torneo $25.000 (6)  |
| Torneo $15.000 (3)  |
| Torneo $10.000 (1)  |

| N.  | Data              | Torneo                                            | Superficie      | Compagna           | Avversarie in finale                | Punteggio        |
| 1.  | 18 settembre 2016 | Zhuhai Open, Zhuhai                               | Cemento         | Jiang Xinyu        | Ankita Raina Emily Webley-Smith     | 4-6, 4-6         |
| 2.  | 14 ottobre 2016   | Thailand ITF Women's Pro Circuit, Hua Hin         | Cemento         | Lu Jiaxi           | Zhang Yukun Nudnida Luangnam        | 2-6, 3-6         |
| 3.  | 24 febbraio 2017  | ITF Women's Circuit Nanjing, Nanjing              | Cemento         | Tang Haochen       | Li Yihong Zhang Ying                | 7–5, 3–6, [3–10] |
| 4.  | 15 aprile 2017    | ITF Women's Circuit Nanning, Nanning              | Cemento         | Gai Ao             | Lu Jingjing Valerija Savinych       | 4-6, 4-6         |
| 5.  | 27 aprile 2018    | Blossom Cup, Quanzhou                             | Cemento         | Wang Xinyu         | Han Xinyun Ye Qiuyu                 | 6(3)-7, 6(6)-7   |
| 6.  | 18 maggio 2018    | ITF Pro Circuit Wuhan, Wuhan                      | Cemento         | Zhang Ying         | Mai Minokoshi Erika Sema            | 4-6, 1-6         |
| 7.  | 14 luglio 2018    | ITF Pro Circuit, Nonthaburi                       | Cemento         | Peangtarn Plipuech | Robu Kajitani Lee Pei-chi           | 4-6, 2-6         |
| 8.  | 27 ottobre 2018   | ITF Women's Circuit Nanning, Nanning              | Cemento         | Feng Shuo          | Kim Na-ri Ye Qiuyu                  | 3-6, 0-6         |
| 9.  | 9 marzo 2019      | GanJiang New Area ITF World Tennis Tour, Nanchang | Terra rossa (i) | Tang Qianhui       | Cao Siqi Guo Meiqi                  | 4–6, 6–4, [8–10] |
| 10. | 2 giugno 2019     | Luzhou Open, Luzhou                               | Cemento         | Ye Qiuyu           | Feng Shuo Xun Fangying              | 3-6, 1-6         |
| 11. | 18 febbraio 2023  | Sanctband ITF World Tennis Tour, Ipoh             | Cemento         | Feng Shuo          | Li Yu-yun Anastasija Poplavska      | 5-7, 2-6         |
| 12. | 27 maggio 2023    | ITF NH NongHyup Women's Challenge, Goyang         | Cemento         | Tang Qianhui       | Punnin Kovapitukted Luksika Kumkhum | 3-6, 6-1, [6-10] |